# Armando Guebuza

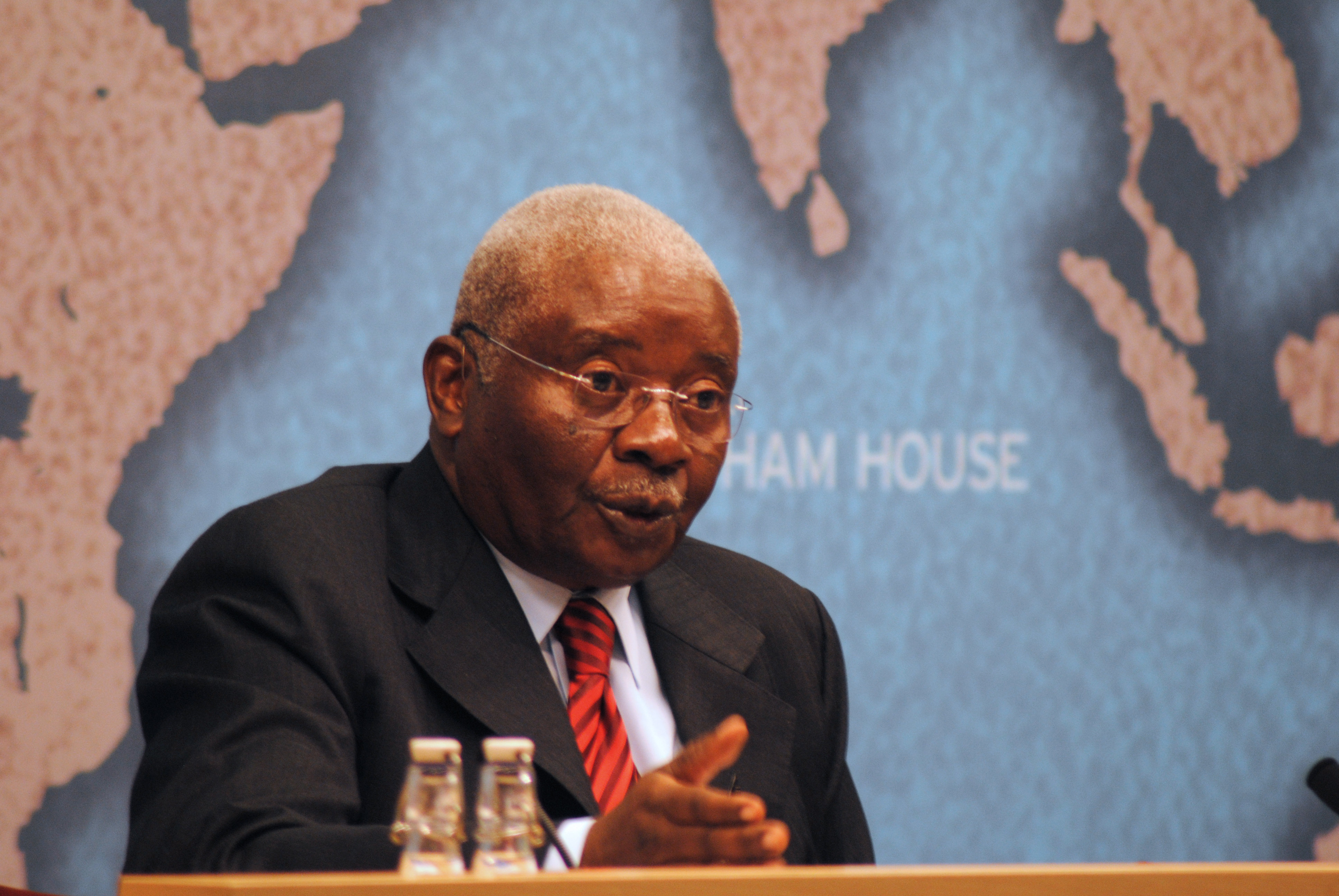
Armando Guebuza (2012)

Armando Emílio Guebuza (* 20. Januar 1943 im Distrikt Murrupula, Provinz Nampula, Portugiesisch-Ostafrika) ist ein mosambikanischer Politiker (FRELIMO) und Geschäftsmann. Von 2005 bis 2015 hatte er das Amt des Staatspräsidenten von Mosambik inne.

## Leben
Armando Emílio Guebuza wurde am 20. Januar 1943 im Distrikt Murrupula in der Provinz Nampula in der damaligen Kolonie Portugiesisch-Ostafrika (heute Mosambik) geboren.

### Aufstieg in der FRELIMO
Er wurde im Alter von 20 Jahren Mitglied der Frente de Libertação de Moçambique (FRELIMO), kurz nachdem die Befreiungsbewegung den Unabhängigkeitskrieg gegen Portugal begonnen hatte. Als die Unabhängigkeit 1975 erreicht war, zählte Guebuza bereits zum Kreis einflussreicher Generäle und politischer Führer in der FRELIMO. In der kurzzeitigen Übergangsregierung von 1974 leitete er bereits das Innenressort. Unter Samora Machel wurde er Innenminister. Während der 1980er Jahre entwickelte Guebuza ein unbeliebtes Programm, in dessen Rahmen arbeitslose Landbewohner in Städte im Norden umgesiedelt wurden. Diese Maßnahmen wurden unter dem Namen „Operation Produktion“ bekannt. Nach dem Tode Machels bei einem Flugunfall im Jahre 1986 wurde er Mitglied im Untersuchungsausschuss des Unfalls. Letztendlich kam man aber zu keinem definitiven Ergebnis. Zudem war er für kurze Zeit Mitglied eines Übergangsrates, welcher aus zehn Teilnehmern bestand. Dieser Rat regierte das Land bis zur Wahl des Amtsnachfolgers des verunglückten Präsidenten Machel.

### Nach dem Bürgerkrieg
Nach der Abschaffung der sozialistischen Wirtschaftspolitik durch Präsident Joaquim Chissano, die auch die Privatisierung staatlicher Unternehmen beinhaltete, wurde Guebuza ein erfolgreicher und gut verdienender Geschäftsmann, der in der Bau- und Fischindustrie und im Export aktiv war. Guebuza leitete die Delegation der FRELIMO bei den Friedensgesprächen zur Beendigung des mosambikanischen Bürgerkriegs in Rom (1990–1992).

### Präsidentschaften (2005–2015)

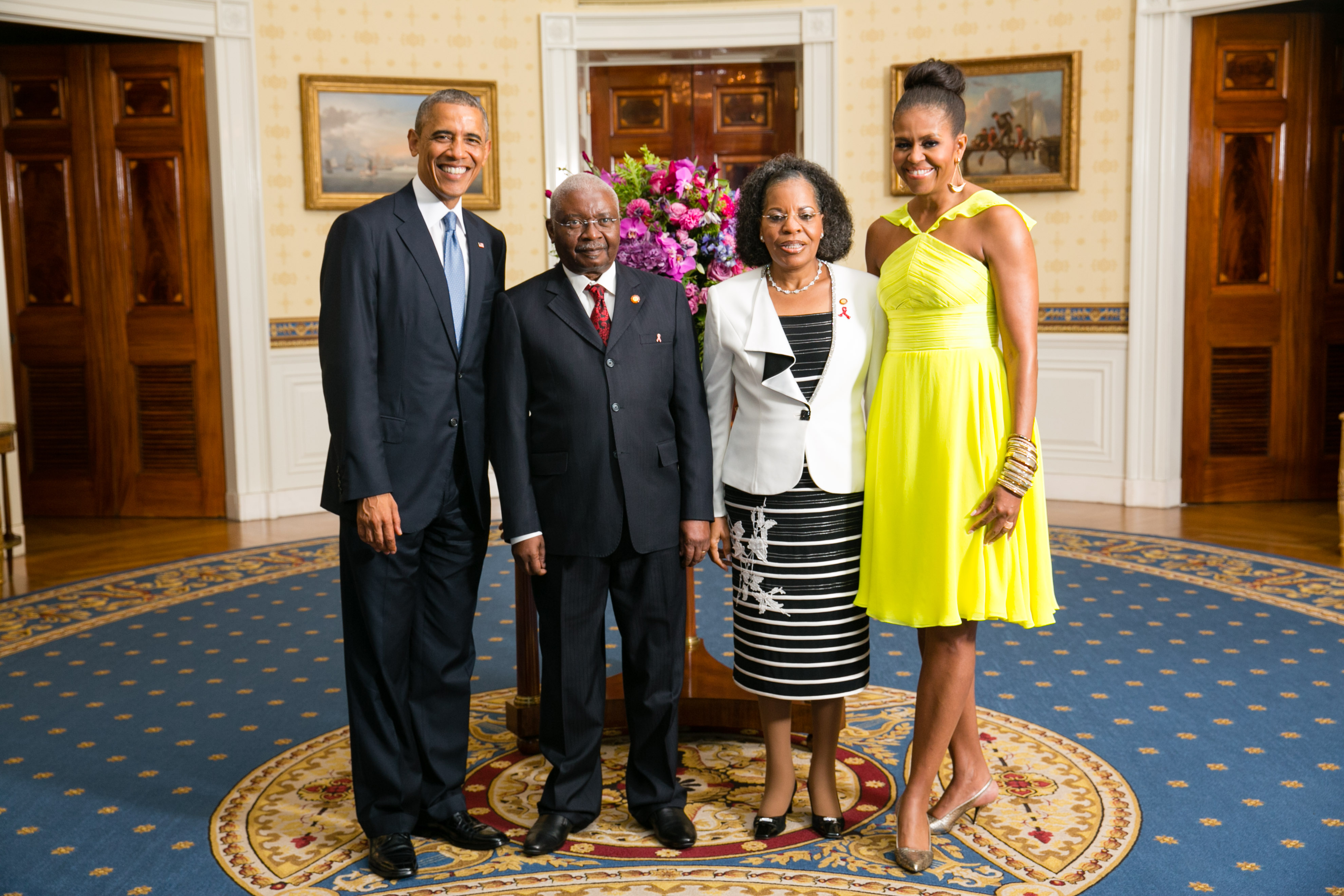
Armando Guebuza mit seiner Frau Maria Da Luz Dai Guebuza und dem Ehepaar Michelle und Barack Obama (2014)

Bei den Präsidentschaftswahlen am 1. und 2. Dezember 2004 wurde er mit 63,74 % der Wählerstimmen zum Nachfolger von Präsident Joaquim Chissano gewählt. Die Ergebnisse der Wahl werden allerdings von internationalen Beobachtern in Zweifel gezogen. Am 2. Februar 2005 nahm er die Amtsgeschäfte auf. Bei der Präsidentschaftswahl am 28. Oktober 2009 wurde er mit 75,01 % in seinem Amt bestätigt. Neben dem Amt des Staatspräsidenten hatte er auch den Vorsitz der FRELIMO inne.
Bei den Präsidentschaftswahlen 2014 durfte Guebuza nach zwei Amtszeiten nicht mehr antreten. Sein Nachfolger wurde am 15. Januar 2015 Filipe Nyusi, der ebenfalls der FRELIMO angehört. Den Parteivorsitz gab er, obwohl es bei diesem keine zeitliche Beschränkung gibt, ebenfalls an Filipe Nyusi ab.

### Privatleben
1980 wurde seine Tochter Valentina Guebuza geboren, die zur erfolgreichen Geschäftsfrau aufstieg und 2016 von ihrem Ehemann erschossen wurde. Im August 2021 wurde sein Sohn Ndambi Guebuza wegen Korruption angeklagt.